# Ruta 107 (Costa Rica)
La Ruta 107, oficialmente Ruta Nacional Secundaria 107, es una ruta nacional de Costa Rica ubicada en la provincia de Alajuela.

## Descripción
En la provincia de Alajuela, la ruta atraviesa el cantón de Alajuela (los distritos de Sabanilla, Tambor), el cantón de Grecia (los distritos de Grecia, San Isidro, San José), el cantón de Poás (los distritos de San Pedro, San Juan, San Rafael).